# ريتشل شيرمان
ريتشل شيرمان (بالإنجليزية: Rachel Sherman)‏ هي كاتِبة أمريكية، ولدت في 1975.